# 1645. pr. Kr.
◄ | 18. stoljeće pr. Kr. | 17. stoljeće pr. Kr. | 16. stoljeće pr. Kr. | ►
◄ | 1670-ih pr. Kr. | 1660-ih pr. Kr. | 1650-ih pr. Kr. | 1640-ih pr. Kr. | 1630-ih pr. Kr. | 1620-ih pr. Kr. | 1610-ih pr. Kr. | ►
◄◄ | ◄ | 1648. pr. Kr. | 1647. pr. Kr. | 1646. pr. Kr. | 1645 pr. Kr. | 1644. pr. Kr. | 1643. pr. Kr. | 1642. pr. Kr. | ► | ►►

## Događaji
- oko ove godine erumpirao je Mount Aniakchak